# 張舉 (東漢)
張舉（？—？），漁陽人，東漢末期人物。

## 生平
張舉本為泰山太守。中平四年（187年），張純因不獲張溫重用而心生不滿，而張溫討伐涼州邊章、馬騰、韓遂叛亂時，抽調了幽州烏桓三千騎兵，烏桓卻因為糧餉問題逃回本部。張純趁機對張舉說：「今烏桓既畔，皆願為亂，涼州賊起，朝廷不能禁。又洛陽人妻生子兩頭，此漢祚衰盡，天下有兩主之征也。子若與吾共率烏桓之觿以起兵，庶幾可定大業。」於是與張舉及烏桓丘力居等人叛亂。張舉與張純領軍劫略薊中，殺護烏桓校尉公綦稠、右北平太守劉政、遼東太守陽終等人，聚眾至十餘萬人，屯兵肥如，掠奪幽州、冀州。張舉自稱天子。
中平五年（188年），朝廷派遣中郎將孟益率領騎都尉公孫瓚討伐張純等人，公孫瓚與張純戰於石門，初時公孫瓚大勝，但公孫瓚過於深入，後援無以為繼，反為丘力居等圍於遼西管子城二百餘日，公孫瓚糧盡，士兵潰散。
中平六年（189年），幽州州牧劉虞懸紅張純等人，丘力居信服劉虞之名而投降，張舉出奔塞外，自此下落不明。《三國演義》中加插張舉知道張純被殺後自縊一幕。